# Schwarze Sitzstatue des Mentuhotep II.
Die Schwarze Sitzstatue des Mentuhotep II. im Ägyptischen Museum in Kairo mit der Inventarnummer JE 36195 stellt den altägyptischen König (Pharao) Mentuhotep II. der 11. Dynastie (Mittleres Reich) dar, der etwa von 2061 bis 2010 v. Chr. zunächst in Oberägypten regierte und später die Reichseinigung mit Unterägypten herstellte.
Mentuhotep II. ließ auf dem thebanischen Westufer im Talkessel von Deir el-Bahari einen für diese Zeit einmaligen Totentempel (Totentempel des Mentuhotep II.) errichten. Er ist historisch und baugeschichtlich ein wichtiges Denkmal und Zeugnis für den Übergang von den Pyramidentempeln des Alten Reichs zu den Millionenjahrhäusern des Neuen Reichs. Er diente aber nicht nur als Totentempel, sondern auch als eigentliche Grabanlage. Von der rückwärtigen Säulenhalle führte ein etwa 150 Meter langer Schacht zur eigentlichen Grabkammer im Felsmassiv.

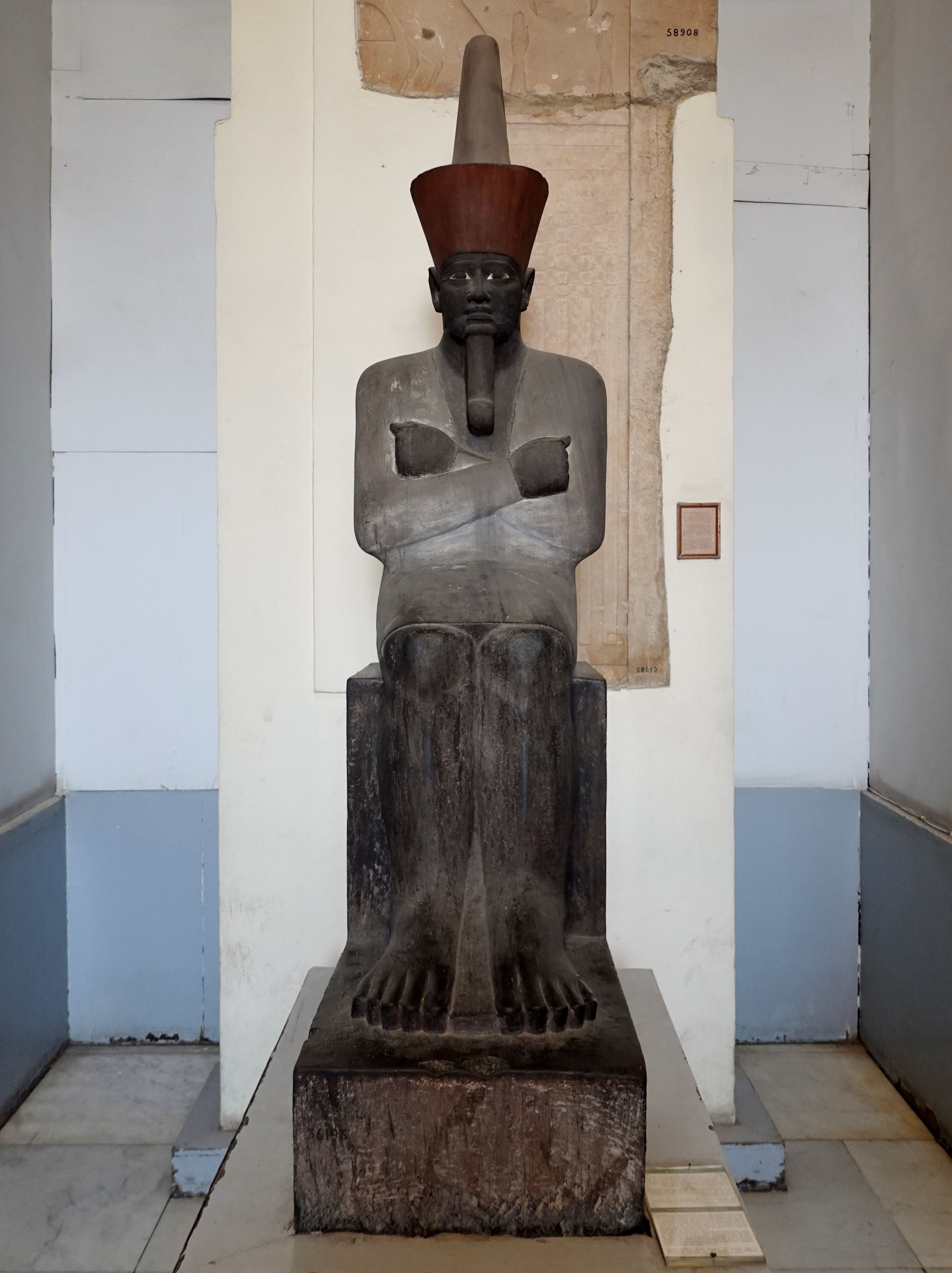
Frontansicht der Statue

Im Jahr 1898 entdeckte Howard Carter zufällig eine weitere Anlage, die man als Zweitgrab des Königs auffassen kann, als er mit seinem Pferd an dieser Stelle einstürzte. Diese Anlage wird dementsprechend nach dem Reitpferd Carters Bab el-Hosan („Tor des Pferdes“) genannt. Es führt ein etwa 40 Meter langer, von Ost nach West schräg hinabführender Dromos in den Grund. In 17 m Tiefe verläuft hinter einem Tor ein Korridor 150 m abwärts in den Berg. In der Grabkammer entdeckte Carter neben einem leeren Sarg dieses schwarze Sitzbild des Königs. Dieter Arnold interpretiert das Bab el-Hosan als Osirisgrab, „das dem thebanischen Herrscher auf magische Weise eine osirianische Auferstehung garantieren sollte.“ Allerdings ist die genaue Funktion des Grabes noch nicht eindeutig geklärt.
Die schwarze Bemalung der Statue könnte auf die Nähe zum Gott Osiris hinweisen, der als Symbol für Fruchtbarkeit, oft mit schwarzer Hautfarbe, als Farbe chthonischer Gottheiten und des dunklen Nilschwemmlandes, dargestellt wurde. Die Haltung der gekreuzten Arme assoziiert ebenfalls eine Nähe zu Osiris. Die Statue trägt aber einen kurzen als Hebsed-Mantel bezeichneten Mantel, was sie in Verbindung zum Sedfest bringt, einem Fest, das der König üblicherweise ab seinem 30. Regierungsjahr feierte und das der Erneuerung seiner Macht diente. Die schwarze (osirianische) Hautfarbe wirkt aber störend beim Gedanken an eine Hebsed-Statue. Die Statue gleicht allerdings weiteren Statuen, die im Hof des Totentempels gefunden wurden und als Hebsed-Statuen interpretiert wurden. Zwar wurden bei diesen Statuen keine Farbreste gefunden, aber ihre intensiv roten Beine könnten für eine ehemals schwarze Bemalung sprechen. Aufgrund der Darstellungen in den Reliefs ordnete Dietrich Wildung Mentuhotep II. und seine Frauen ethnisch auch schon dem nubischen Volk zu. Somit „könnte man sich auch überlegen ob die schwarze Farbe nicht die tatsächlich noch dunklere Hautfarbe kennzeichnet.“
Ein weiteres auffälliges Merkmal sind die überproportionierten Beine, was schon zur Vermutung führte, dass Mentuhotep unter Elephantiasis litt. Es ist allerdings unwahrscheinlich, dass die altägyptischen Künstler bei einer Königsstatue physische Deformationen darstellten. Andere vermuteten, dass es den Künstlern in dieser Zeit an den nötigen Fertigkeiten mangelte, elegante Statuen zu produzieren, aufgrund des künstlerischen Verfalls in der davor liegenden ersten Zwischenzeit. Auf dem Kopf trägt Mentuhotep die Rote Krone von Unterägypten und am Kinn den künstlichen Königsbart.